# Nike Davies-Okundaye
Nike Davies-Okundaye, née en 1951, également connue sous les noms de Nike Okundaye, Nike Twins Seven Seven et Nike Olaniyi, est une styliste nigériane.

## Biographie

### Enfance et formation
Sa famille est issue du peuple yoruba,. 
Née en 1951 à Ogidi, dans l'État de Kogi, au centre-nord du Nigeria, elle est élevée dans le milieu du tissage et de la teinture traditionnels pratiqués dans sa ville natale. Ses parents étaient des artisans spécialisés dans le tissage, la fabrication d'adire, la teinture à l'indigo et le cuir. 
Elle a passé une partie de sa jeunesse à Osogbo, dans l'ouest du Nigeria, dans l'actuel État d'Osun. Osogbo est également reconnu comme un centre majeur pour l'art et la culture au Nigeria. Sa mère et sa grand-mère étant décédée lorsqu’elle était jeune, son père l’envoie continuer son apprentissage des techniques traditionnelles de travail du textile chez son arrière-grand-mère. 
Elle est contrainte de se marier à 14 ans avec un autre artiste nigérian, Twins Seven Seven, qui choisit ensuite d’être polygame. Elle voit ses coépouses se multiplier au fil des années. Ils divorcent 15 ans plus tard.

### Carrière artistique
Ses débuts sont difficiles[évasif]. Elle travaille avec les textiles batik et adire.
Sa première exposition personnelle a lieu au Institut Goethe de Lagos en 1968.
Elle devient progressivement l’une des créatrices de textiles du Nigeria les plus connues, une « designer légendaire », et a participé à l’engouement renouvelé pour les techniques traditionnelles. 
Ses œuvres sont proposées dans des salles de ventes internationales[évasif]. 
Constatant que les méthodes traditionnelles de tissage et de teinture qui l'ont inspirée initialement étaient en train de disparaître au Nigeria, elle a entrepris de faire revivre cet aspect de la culture nigériane,. Elle est devenue la fondatrice et la directrice de plusieurs centres d'art qui proposent des formations gratuites à ces techniques,.